# Punk-rock
Punk-rock ili punk glazeni je žanr koji je nastao sredinom 1970-ih godina. Korjene vuče iz rock and roll glazbe 1950-ih godina te garage rock glazbe 1960-ih, a zasnovan je na borbi protiv korporativne naravi popularne rock glazbe u 1970-ima. Punk bendovi najčešće su snimali kratke pjesme brzog ritma te oštrih melodija i stilova pjevanja uz oskudnu instrumentaciju. Tekstovi punk pjesama temelje se na protivljenju establišmentu i autoritetu, a žanr stavlja velik naglasak na filozofiju »uradi sam«, zbog čega mnogi bendovi samo produciraju svoju glazbu te ju zatim distribuiraju putem neovisnih izdavačkih kuća. 
Pojam punk-rock prethodno su 1970-ih godina koristili američki kritičari rock glazbe kako bi opisali garage bendove sredine 1960-ih. Poneki detroitski bendovi kasnih 1960-ih i ranih 1970-ih godina, poput MC5 te Iggy and the Stooges, kao i drugi, stvarali su glazbu van mainstreama koja je smatrana izrazito važnom za razvoj punka. Glam rock u Ujedinjenom Kraljevstvu i The New York Dolls u SAD-u također se katkad navode kao ključni utjecaji na razvoj žanra. On se, iako tada još nije nosio naziv punk, razvijao se između 1974. i 1976. godine radom bendova i pjevača poput Television, Patti Smith, Ramones, The Saints, Sex Pistols, The Clash, The Damned i Buzzcocks. Kasne 1976. punk je već postao prominentan kulturni fenomen unutar Velike Britanije, a povodom glazbe nastala je punk supkultura, koja je mladenački bunt izražavala karakterističnim načinom odjevanja koji je uključivao majice kratkih rukava s namjerno uvredljivim natpisima, kožne jakne, trake za ruke i nakit sa zakovicama ili šiljcima, ziherice kao modne dodatke te odijevanje u stilusadomazohizma.
Godine 1977. glazbeni se stil i usko vezana supkultura proširila diljem svijeta. Ukorijenila se u mnogim lokalnim glazbenim scenama koje su odbijale biti asocirane s mainstreamom. Kasnih 1970-ih pojavio se drugi val punka, u kojemu su izvođači prisvojili stil unatoč tomu što nisu bili aktivni u razdoblju kada je započinjao. Do početka 1980-ih godina uz izvođače prvoga vala etablirali su se i ritmički brži te agresivniji podžanrovi punka poput hardcore punka, Oi! glazbe, street punka i anarho-punka. Mnogi su glazbenici na koje je punk utjecao ili koji su bili dio punka kasnije prešli na druge žanrove, što je dovelo do nastanka post-punka, novog vala, thrash metala i alternativnog rocka. Uslijed Nirvanine eksplozije popularnosti 1990-ih godina, čime se alternativni rock probio u mainstream, ponovno je porastao interes etabliranih izdavačkih kuća i publike za punk-rock, što je očitovano usponom bendova poput Green Daya, Social Distortiona, Rancida, The Offspringa, Bad Religiona i NOFX-a.

## Popis najpoznatijih sastava u povijesti punka

### do1977.

#### SAD
- Black Flag
- The Dickies
- Misfits
- New York Dolls
- Ramones
- Patti Smith
- The Stooges
- Iggy Pop

#### Velika Britanija
| 999              | Sex Pistols          |
| Angelic Upstarts | Sham 69              |
| Buzzcocks        | Stiff Little Fingers |
| The Clash        | U.K. Subs            |
| Cock Sparrer     | Wire                 |
| Crass            | The Vibrators        |
| The Damned       | The Boys             |
| Generation X     |                      |

#### Svijet
- Plastic Bertrand (Belgija)
- X (Australija)

### od1978.do1984.

#### SAD
| - Agnostic Front - Bad Brains - Bad Religion - Bizarros - Corrosion of Conformity - Cro-Mags - Dead Kennedys | - Descendents - Hüsker Dü - Minor Threat - The Minutemen - Pere Ubu - Social Distortion - Warzone |

#### Velika Britanija
| - Blitz - The Business - Chaos U.K. - Cockney Rejects - Discharge - The Exploited | - Charged GBH - Oi Polloi - Subhumans - Tom Robinson Band - 4Skins - Radiators from Space |

#### Njemačka
| - Die Toten Hosen - Die Ärzte - Normahl - Daily Terror - Neurotic Arseholes - Blutverlust - Razzia | - Schleim-Keim - Slime - Vorkriegsjugend - Chaos Z - Toxoplasma - ZK | - Upright Citizens - Canalterror - EA80 - Sad Idol - Boskops - Tollwut |

#### Hrvatska
- Paraf
- Termiti
- KUD Idijoti
- Satan Panonski
- Problemi
- OOUR Gola jaja
- Grč
- Motorno Ulje
- Gužva u 16ercu
- Diskretni šarm buržoazije

#### Svijet
- Asta Kask (Švedska)
- D.O.A. (Kanada)
- The Ex (Nizozemska)
- Metal Urbain (Francuska)
- Noir Désir (Francuska)
- NoMeansNo (Kanada)
- SNFU (Kanada)
- Pankrti (Slovenija)

### od1985.

#### SAD
- The Casualties
- Fugazi
- Green Day
- Lagwagon
- NOFX
- No Use For A Name
- Operation Ivy
- Pennywise
- Rancid
- SFA
- Sheer Terror
- Sick of It All
- Slapshot
- The Offspring
- Youth of Today
- Yuppicide

#### Velika Britanija
- Extreme Noise Terror
- The Fall
- The Toy Dolls

#### Njemačka
- Angeschissen
- Boxhamsters
- ...But Alive
- Dödelhaie
- Dritte Wahl
- Hammerhead
- Molotow Soda
- Ryker's
- Smegma
- Spermbirds
- Volxsturm
- WIZO

#### Svijet
- Balzac (Japan)
- Mano Negra (Francuska)
- Millencolin (Švedska)
- No Fun At All (Švedska)
- Propagandhi (Kanada)
- Hladno pivo (Hrvatska)
- Satan Panonski (Hrvatska)
- Zadruga (Hrvatska)

### od1994.

#### SAD
- Anti-Flag
- Against Me!
- Blink-182
- Dropkick Murphys
- Lars Fredrikksen and the Bastards
- The Lawrence Arms
- Lower Class Brats
- Me First and the Gimme Gimmes
- Rise Against
- The Distillers
- Sugarcult
- The Unseen
- Yellowcard
- New Found Glory

#### Kanada
- Sum 41
- Simple Plan (od 1999.)

#### Velika Britanija
- The Libertines

#### Njemačka
- Knochenfabrik
- ear-o-tation
- Rasta Knast
- Die Kassierer
- Terrorgruppe
- Jesus Skins
- ZSK
- Emscherkurve 77
- The Gumbabies
- Pestpocken
- Pascow
- Frau Aal
- ZSD
- Oxymoron
- The Wohlstandskinder
- Wahre Lügen
- Die Rote Suzuki

#### Svijet
- Antidote (Nizozemska)
- Bambix (Nizozemska)
- Brain Failure (Kina)
- Ska-P (Španjolska)
- Voice of a Generation (Švedska)
- The Beat Brats (Austrija)
- The Hives (Švedska)
- No Comment (Hrvatska)